# Luigi Faccini
Luigi Monardo Faccini (Lerici, 18 de novembre de 1939) és un documentalista, director de cinema i guionista italià.

## Biografia
Faccini es va graduar en Economia i va començar la seva carrera professional com a crític de cinema per a publicacions com Filmcritica, Cinema & Film, que va fundar, i Nuovi Argumenti. Des de 1968 va treballar per a la Rai com a director de contribucions per a diversos formats de televisió, la majoria de caràcter històric. Faccini va fer la seva primera pel·lícula per a televisió el 1971; a més dels seus documentals, va tornar als llargmetratges al llarg de la seva carrera, sovint escrivint el guió.
Va tenir el major èxit amb Il garofano rosso l'any 1975, emès originalment com una pel·lícula de televisió de tres parts, que es va projectar en forma abreujada com a llargmetratge al Festival Internacional de Cinema de Sant Sebastià 1976. El 1985 Faccini va guanyar el premi de cinema italià Nastro d'Argento a la millor fotografia per Inganni.
Faccini és el soci de la productora Marina Piperno. Publica llibres regularment des de 1997.

## Filmografia (selecció)
- Il garofano rosso (1976)
- Nella città perduta di Sarzana (1980)
- Inganni (1985)
- Donna d'ombra (1990)
- Notte di stelle (1991)
- Giamaica (1998)
- Rudolf Jacobs: L'uomo che nacque morendo (2011)
- Morando's Music (2012)